# 納爾庫西 (佛羅里達州)
納爾庫西（英語：Narcoosee）是位於美國佛羅里達州奧西歐拉縣的一個非建制地區。該地的面積和人口皆未知。

## 地理
納爾庫西的座標為27°18′00″N 81°14′00″W / 27.30000°N 81.23333°W，而該地的平均海拔高度為24米（即79英尺）。